# NGC 495
NGC 495 (również PGC 5037 lub UGC 920) – galaktyka spiralna z poprzeczką (SB0-a), znajdująca się w gwiazdozbiorze Ryb. Odkrył ją William Herschel 12 września 1784 roku.
Do tej pory w galaktyce zaobserwowano jedną supernową:
- SN 1999ej, odkryta 18 października 1999 roku przez LOSS, osiągnęła jasność obserwowaną 15,65m.